# Serra Redonda
Pour les articles homonymes, voir Serra.

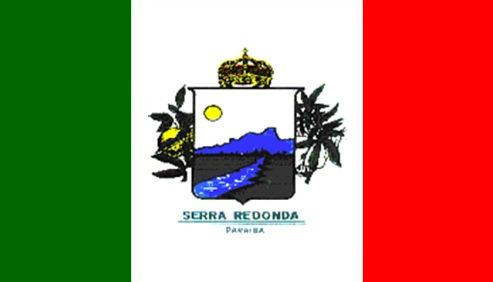
Drapeau de Serra Redonda

Serra Redonda est une ville brésilienne de l'est de l'État de la Paraíba.
Sa population était estimée à 7 651 habitants en 2007. La municipalité s'étend sur 56 km2.